# 대마초

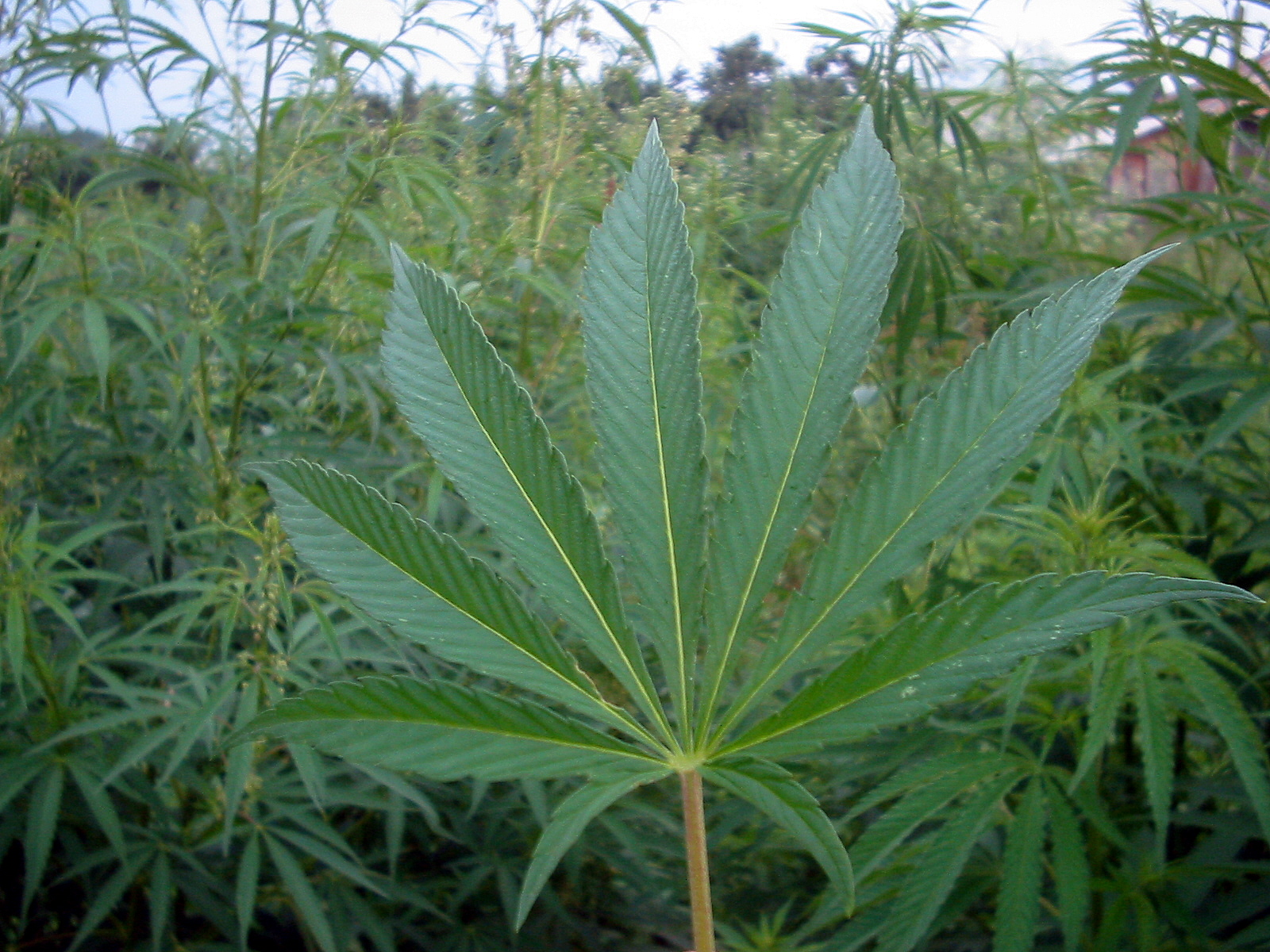
대마초의 원료인 삼

세계 대마 소량 소지에 관한 법적 현황
합법 또는 일부 합법
불법이지만 범죄가 아님
불법이지만 법적 강제력 없음
불법
불명

대마초(大麻草) 또는 카나비스(Cannabis)나 마리화나(Marijuana, 문화어: 마리후아나)는 삼(한국어: 대마) 등 삼속 식물을 말려 의학적 향정신성 효과를 얻는 것들을 일컫는다. 대마초의 가장 보편적인 사용법은 그것을 말려서 피우는 것이다.
일반적으로 대마초는 대마의 꽃과 잎, 이삭을 말린 것을 말한다. 그 밖에 대마 진액을 건조시켜 만든 해시시(hashish)가 있는데, 이것은 보통의 대마초보다 효과가 강하다. 대마초의 성분 중 향정신성 화학작용을 일으키는 주성분은 테트라하이드로칸나비놀(tetrahydrocannabinol)로 보통 THC라고 불린다. 대마초에는 그 밖에도 THC만의 단독작용과는 다른 효과를 내는 것으로 알려진 CBD(cannabidiol)나 CBN(cannabinol)과 같은 적어도 66가지의 카나비노이드(cannabinoids, 대마초의 화학 성분의 총칭)가 포함되어 있다.
대마초는 인류가 이용해 온 가장 오래된 약제 중 하나로, 현대에는 주로 오락적, 종교적(영적) 또는 의료적 목적으로 사용되고 있다. 국제 연합(UN)이 2004년에 추정한 바에 따르면, 전 세계 성년 인구의 4% 정도(약 1억6,200만명)가 대마초를 1년에 1회 이상 흡연하고 있으며, 전 세계 성년 인구의 0.6% 정도(약 2,250만명)가 1일 1회 이상 흡연하고 있다고 한다. 대마초의 소지나 사용, 판매행위는 그것이 갖고 있는 환각 효과 때문에 20세기 초부터 전 세계 거의 대부분의 나라에서 불법으로 규정되었다. 전 세계 대부분 국가에서 대마초의 흡연은 불법이고 그 재배와 유통은 엄격한 통제를 받지만, 일부 국가에서는 그러한 규제를 완화하고 있다.

## 역사
대마초는 중앙아시아와 남아시아의 재래종이다.
기원전 제3천년기부터 대마초의 연기를 흡입했다는 증거가 있으며, 현대의 루마니아 지역에서 새까맣게 탄 대마초 씨앗이 고대 매장지의 의식용 화로에서 발견되었다.

## 영향
대마초를 흡연하였을 경우 효과가 1~3시간 지속되나, 섭취시에는 30분에서 2시간 사이에 효과가 나타나며 흡수속도가 느려 10시간까지도 지속된다. 대마초의 THC성분을 섭취했을 때에 향정신성 효과를 인지할 수 있는 최소량은 자기 체중(Kg)당 약 10마이크로그램이다.

### 신체
대마초의 흡연, 섭취는 향정신성, 생리학적 효과를 일으킨다. 개인이 주관적으로 느끼는 환각 효과 등의 변화를 제외하고, 가장 두드러진 육체적, 신경학적 단기 효과는 근육의 이완, 심장 박동수의 상승, 구강 건조 및 갈증, 안구충혈, 오한(惡寒), 혈압 저하가 있다.

### 정신
신경정신적인 효과는 주관적이며 개인편차가 있다. 일반적인 정신적 효과는 도파민 분비에 따른 평온함과 행복감, 스트레스 해소, 졸음, 인지능력의 저하, 진통효과, 성욕증가, 식욕증가, 감각의 증폭 및 정신운동성 조정(psychomotor coordination)에 따른 심적 평화, 집중력 향상 등이 있다.
부작용으로는 증폭된 감각으로 인한 환각과 공포심이 나타나거나, 일상의 단편적인 단기 기억력(episodic memory)과 작동 기억(working memory)에 문제를 일으킨다는 보고가 있다.

### 식용
식용으로 가공된 대마씨앗(햄프시드)은 우리 몸에 아주 좋은 영양 덩어리이며 대마씨앗을 ‘슈퍼곡물’로 부르기도 한다.
농업진흥청이 2000년대 초 섬유 생산용으로 개발한 대마 품종 ‘청삼’은 환각성분 함량이 0.34%로 낮아 식품·의약·산업용 대마 품종을 개발하는 데 활용성이 높다.
우리 몸에 좋은 식물성 단백질이 많이 들어있고 몸에서 생성되지 않는 필수 아미노산을 비롯, 20종의 아미노산이 함유하고 있을 뿐만 아니라 호르몬의 균형을 돕는 감마리놀렌산과 심혈관 기능 개선에 좋은 오메가3·6(지방산), 비타민A·B1·B2·B3·B6·D·E, 엽산, 칼슘, 철분 등의 무기영양소와 섬유질이 풍부한 햄프시드를 미국과 캐나다에서는 어린이용 과자와 노인용 간식에 첨가하는 등 다양하게 활용하고 있다. 미국 <타임>은 햄프시드를 6대 슈퍼 곡물로 선정했다.
대한민국은 2015년 대마씨앗과 대마씨 기름에 대한 THC 허용 함량을 각각 1kg당 5mg 이하, 10mg 이하로 고시하는 등 법적 기준을 마련했다. 이어 2016년에는 껍질을 제거한 대마 씨앗을 안전식품으로 규정했다
한의학에서 대마씨앗을 ‘마인’(麻仁) 또는 ‘마자인’(麻子仁)이라 부르며 한약재로 써왔다. <본초강목>과 <동의보감>에는 대마씨앗으로 쑨 죽은 식욕을 올리고 피로를 풀어주며 생리불순과 장기능개선에 효과가 있다고 적혀 있다.
불포화지방산이 많은 대마씨앗은 산화가 잘 일어나기 때문에 제조 시기가 오래되지 않은 제품을 구매해 밀폐 용기에 담아 햇빛이 들지 않는 서늘한 곳에서 보관해야 한다. 개봉한 뒤에는 되도록 빨리 소비하는 것이 좋다.
대마씨앗을 지나치게 많이 섭취하면 배탈을 일으킬 수 있기 때문에 제품에 표기된 적정 일일 섭취량을 지켜야만 한다.

### 장기적인 영향
대마초는 그 이용 역사가 매우 오래되었음에도 불구하고 인체에 미치는 장기적 영향에 대해서는 아직 밝혀지지 않은 점이 많다. 부정적인 효과는 일상의 자연스런 행동을 평소보다 더 무관심하고 무의식적으로 만들어 부주의를 유발한다.

## 의학적 이용
대마초는 의학적으로 항암, 항치매, 뇌전증, 발기부전, 성욕증진에 탁월한 효과를 가지며 항염, 근육 및 신경통의 완화, 수면장애 및 메스꺼움과 구토 증상의 개선, 에이즈 환자 등 화학 요법으로 치료받는 환자들의 식욕 자극, 낮아진 안압의 개선(녹내장 치료에 효과), 그 밖에 진통제 역할을 한다. 개인 단위의 연구에서는 대마초가 여러 경화증이나 우울증의 상태 개선에도 도움이 된다는 보고가 있다. 합성된 카나비노이드 성분은 처방전 약품으로도 쓰이는데, Marinol이나 Cesamet이 대표적이다. 무엇보다 안전성에서 탁월한 대마는 치사량이 없다고 보아도 무방할 정도로 장기간 다량 복용하여도 심각한 부작용을 유발하거나 사망에 이르게 하지 않는 것으로 알려져 있다. 

WHO 약물의존성 전문가위원회는 그동안 대마초 관련 연구를 지속적으로 시행해 왔다. 이들에 따르면 대마초는 △화학요법(항암치료)으로 인한 메스꺼움 및 구토 △통증 △수면장애 △다발성경화증과 관련된 뇌전증 및 경련 등의 질병 치료 효과에 과학적인 증거가 충분한 것으로 조사됐다. 또 대마에 함유된 CBD는 의존성을 나타내지 않아 남용 위험성도 없는 것으로 확인됐다.
미국에서 대마초의 효능에 관한 양질의 과학적 연구는 대부분 미국 내의 소비를 바탕으로 연구된 것인데, 미국 식품의약국(FDA)에 따르면 연방법상 대마초의 흡연은 허용되지 않기 때문에 대마초와 관련된 연구에 대한 연방 정부의 자금 지원은 매우 적다. 그러나, 약간의 제한을 두어 대마초 흡연을 부분적으로 비범죄화한 콜로라도주와 뉴욕주를 포함한 미국 내 13개 주에서 대마초의 의학적 사용이 허용되고 있다. 그 밖에 대마초의 의학적 사용을 허용하고 있는 나라로는 캐나다, 스페인, 네덜란드, 오스트리아가 있다.

## 문화

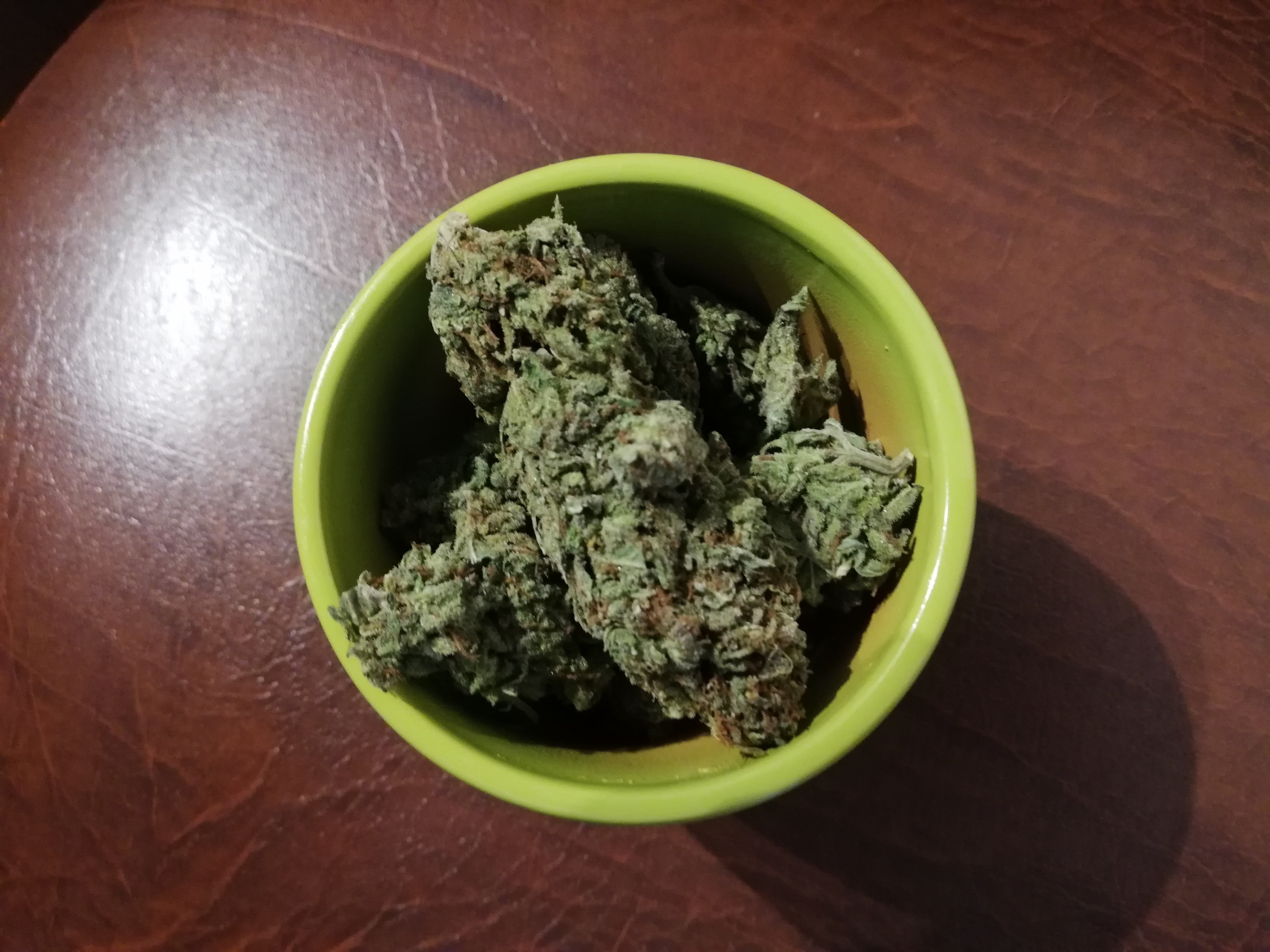
대마초

1960년대 미국에서 히피 문화가 발생하였을 때, 그들의 주된 문화 중 하나가 마약이었고, 그중 가장 많이 소비되고 널리 배포되었던 마약이 대마초였다. 이 시기, 대마초를 비롯한 여러 마약들은 대중문화에 상당한 영향을 끼쳤다. 1960년대 수많은 음악가들이 대마초를 비롯한 여러 마약을 체험한 후 그것을 음악으로 표현하기도 했고, 록의 부흥기와 맞물려 저항의 상징도구로 여겨지기도 했다.

## 법적 규제

### 합법
2020년 유엔 산하 마약위원회는 60년 만에 대마를 마약류에서 제외하였다.
대표적인 대마초 합법 도시로 네덜란드의 암스테르담을 들 수 있다.
암스테르담에서는 합법이지만 네덜란드의 다른 도시에서는 불법으로 규정한다. 네덜란드의 마약 범죄율은 상당히 낮은 편에 속한다. 암스테르담 지방정부의 정책은 다른 마약에 비해 중독성과 사회적 해악이 덜한 마약인 대마초를 합법화하여 엑스터시와 같은 강한 마약의 수요를 억제하고 예방하는 것을 목표로 시행되고 있다.
미국에서는 현재 워싱턴 D.C.를 포함해 17개 주에서 기호용 대마초가 합법화되어 있고, 의료용 대마초는 2021년 현재 35개 주, 워싱턴 D.C.에서 허용된 상태이다.
기호용 대마초에 대해서 2013년 우루과이가 세계에서 처음으로 합법화하였으며, 2014년 8월에는 완전 합법화되었다. 이어 캐나다에서 2018년 6월 합법화 법안이 통과되었다. 이로써 캐나다는 2018년 10월 17일부터 대마초를 합법화했고, G7 국가 중에서는 처음이다. 2018년에는 태국에서도 아시아 최초로 의료용 합법화가 이루어졌고, 2021년 3월 10일에는 멕시코 하원에서 기호용 대마초의 합법화 법안을 통과했다. 대마초가 합법화되면 코카인 등 마약을 주로 생산하는 마약 카르텔을 억제할 수 있고 세계 최대의 합법 대마초 시장이 열릴 가능성이 커진다. 
2022년 6월 태국에서는 아시아 최초로 오락용 대마초가 합법화됨과 동시에 완전한 합법화가 이루어졌으며 2022년 8월 1일부로 스위스가 의료용 대마초를 합법화하고 수출까지 허용하였다.
대한민국에서도 2018년 11월 23일 《마약류 관리에 관한 법률 개정안》이 통과되며 의료용 대마초의 사용이 합법화되었고, 2020년 7월에는 경상북도와 안동시 일부 지역을 '대마규제자유특구'로 지정했다.

### 불법
한국에서 대마초는 1960년대 대마에서 향정신성 작용을 하는 성분(THC, 도취성분)에 의하여 환각 효과가 알려져 대마초 흡연이 사회적 문제가 되자 1970년 습관성의약품관리법을 통해 대마에 대한 단속을 시작했으며 현재 대마관리법과《마약류 관리에 관한 법률》에 따라 규제되는데, 한국은 전 세계에서 대마초의 규제와 처벌을 가장 엄격히 집행하는 나라 중 하나이다.
일제강점기에 대마초는 《조선마약취체령》(1935.4.25 제정)에 의해 규제되었으며, 광복 후 미군정 시기부터 마약법 제정 전까지는 《군정법령》 제119호(마약의 취체)에 따라 정부의 규제를 받았다. 1957년 4월 23일에 제정된 《마약법》에 대마초는 양귀비, 아편, 코카엽과 같은 마약으로 규정되었다가, 1973년 6월 14일부터 습관성의약품으로 재분류되어 《습관성의약품 관리법》(1970.8.7 제정)에 따라 규제되었다.
1976년 4월 1일에 《대마관리법》(1977.1.1 시행)이 제정되면서 1977년부터 이 법의 규제를 받았으며, 2000년 7월 1일자로 해당 법률이 《마약법》, 《향정신성의약품 관리법》(종전 《습관성의약품 관리법》)과 통폐합된 후 현재까지 마약류 관리에 관한 법률로 규제되고 있다.
일본에서는 1948년부터 시행된 《대마단속법》에 따라 대마초를 재배하거나 수입할 경우 최대 10년 이하의 징역과 약 300만엔 이하의 벌금을 받게 되며, 중국에서도 환각 효과를 근거로 소지와 흡연을 금지하고 있다.
뉴질랜드에서는 과거부터 대마초의 소지와 재배를 금지하고 있으며 적발 시 최대 7년 징역을 선고할 수 있었는데 2020년 국민투표 결과 51%가 대마초 합법화에 반대함으로써 앞으로 합법화를 위해선 시간이 더 걸릴 것으로 보인다.

### 논쟁
한국에서는 대마초 흡연으로 처벌받은 적이 있는 일부 연예인들의 주도로 대마초 흡연의 비범죄화에 대한 논쟁이 계속되고 있다. 대마초 흡연의 비범죄화를 주장하는 사람들은 대마초가 술 담배에 비해 타인에게 피해를 주는 등의 사회적 해악이 거의 없기 때문에, 이를 범죄화하여 인신을 구속하는 것은 과중한 처벌이라고 주장한다.
금지론자들은 대마초가 가진 환각 효과가 더 강력하고 유해한 마약이나 환각물질로 유인하는 기능을 하기 때문에 대마초를 금지해야 한다고 주장한다. 이를 소위 '관문이론'이라고 부른다. 
비범죄화를 주장하는 사람들은 관문이론에 대해 현행법상 대마가 마약으로 함께 취급되고 있기 때문이라고 보고 실제로 네덜란드의 경우 대마 합법화 이후 여타 마약의 소비가 줄어들었다는 보고가 있다.
환각 효과보다는 의존성과 금단성, 유해성에 비중을 두어 대마초를 담배와 자주 비교한다. 1994년 뉴욕타임즈에 보도된 NIDA(미국립약물중독연구소)의 보고서에 따르면 니코틴과 대마초의 독성 수준은 동일하게 나타났지만, 의존성이나 금단성은 니코틴이 대마초보다 높게 나타났다.  2003년 AMA(미국의약협회)의 저널에서 마이클린스키 박사는 '대마초의 사용이 오히려 다른 마약에 대한 방어막 역할을 할 수 있다'고 발표하면서 관문이론을 반박했다.
최근 코로나바이러스감염증-19 치료제로 대마초가 사용될 수 있다는 대한민국 한국과학기술원 및 영남대학교 과학자들의 연구 결과로 대마 성분의 전면 합법화에 대한 논쟁이 깊어지고 있다. 네이처 등 해외 유수의 저널도 대마초가 SARS-CoV-2 바이러스와 변이 바이러스까지 무력화할 수 있다는 연구 결과들을 발표하였다.